# Памятник Николаю Некрасову (Ярославль)
Памятник Некрасову — памятник в Ярославле Николаю Алексеевичу Некрасову — русскому поэту, писателю, публицисту, учившемуся в Ярославской гимназии.

## Расположение

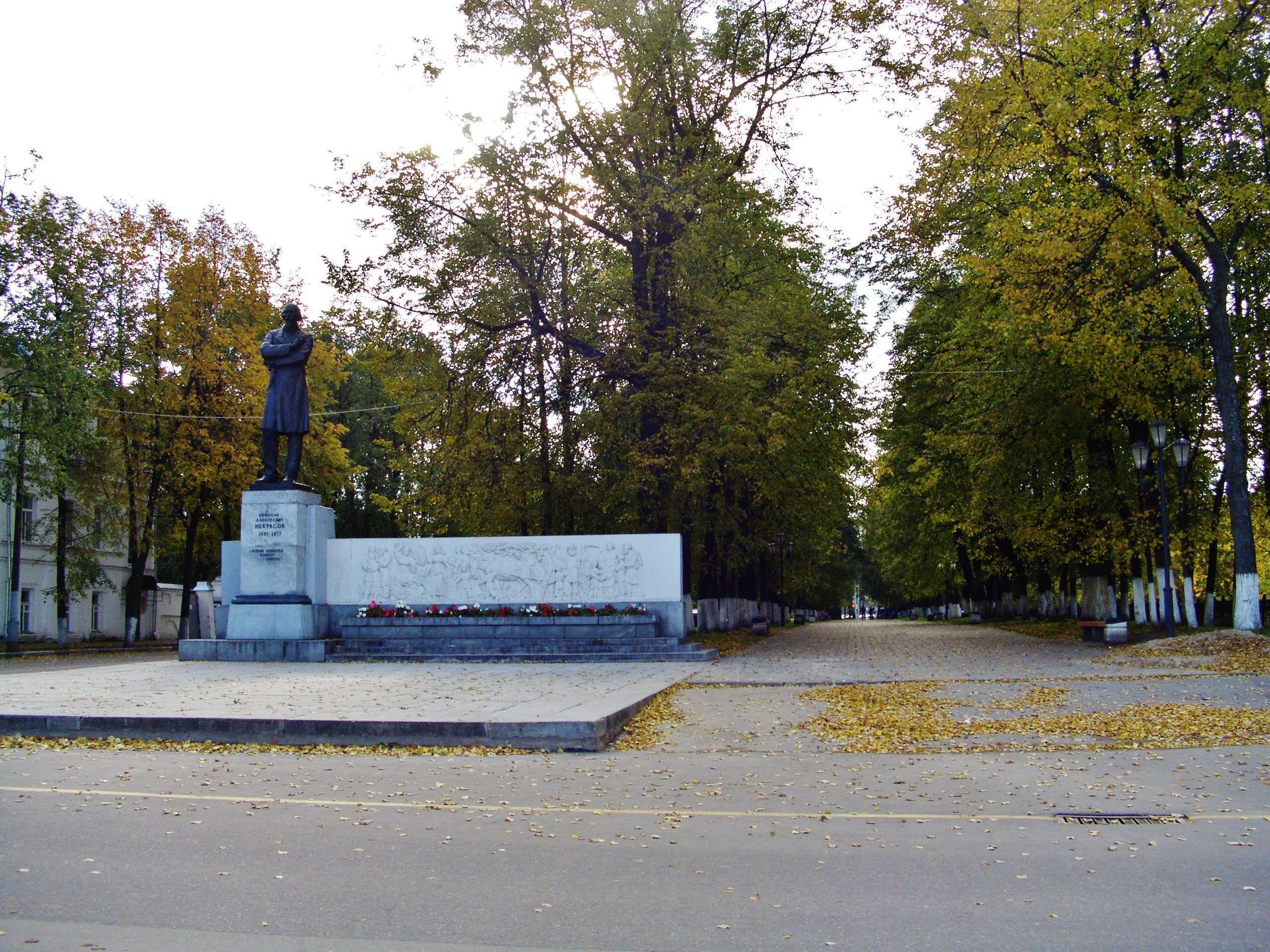
Памятник Некрасову и Некрасовский бульвар

Памятник расположен в конце Некрасовского бульвара, в месте пересечения Первомайской улицы и Волжской набережной. Место для памятника выбрано очень удачно: отсюда открывается дивный вид на Волгу, которую так любил Некрасов. «Я лиру посвятил народу своему», — начертано на постаменте, здесь же и барельефы на сюжеты произведений поэта.

## История создания
Монумент был установлен в 1958 году по проекту скульптора Георгия Мотовилова и архитектора Леонида Полякова. Ярославцы давно мечтали о памятнике поэту в родном городе. В начале XX века неоднократно устраивались кампании по сбору средств на установку монумента, но собранных сумм пожертвований частных лиц всегда не хватало. Осуществить желаемое смогли за государственный счёт спустя 80 лет после кончины Некрасова. Бульвар, на котором установлен памятник, уже в начале XX века назывался в честь поэта Некрасовским.

## Описание памятника
Памятник расположен на Волжской набережной, в конце Некрасовского бульвара. Некрасов стоит во весь рост, его взгляд обращён к Волге. Поэт словно любуется рекой, которой посвятил строки «О, Волга!.. Колыбель моя! Любил ли кто тебя, как я?». Рядом с вертикальным постаментом находится горизонтальная стела с изображением героев некрасовских произведений: здесь и мужичок с ноготок, и Арина — мать солдатская, и крестьяне, искавшие «кому живётся весело, вольготно на Руси», и Гриша Добросклонов. Стоя у памятника, словно перечитываешь произведения Николая Алексеевича. Вся композиция установлена на широкой, облицованной гранитом, площадке.

Барельеф с изображением персонажей произведений Некрасова